# North Shields (Australien)
North Shields ist ein Ort an der östlichen Küste der Eyre-Halbinsel im australischen Bundesstaat Südaustralien. Er liegt elf Kilometer nördlich von Port Lincoln an der Boston Bay.
In North Shields leben rund 359 Einwohner.